# Pherusa capulata
Pherusa capulata är en ringmaskart som först beskrevs av Moore 1909.  Pherusa capulata ingår i släktet Pherusa och familjen Flabelligeridae. Inga underarter finns listade i Catalogue of Life.